# Календер Лејк (Тексас)
Календер Лејк (енгл. Callender Lake) насељено је место без административног статуса у америчкој савезној држави Тексас.

## Демографија
По попису из 2010. године број становника је 1.039.
| Група             | 2000.    | 2010.       |
| Белци             | 0 (0,0%) | 944 (90,9%) |
| Афроамериканци    | 0 (0,0%) | 14 (1,3%)   |
| Азијати           | 0 (0,0%) | 0 (0,0%)    |
| Хиспаноамериканци | 0 (0,0%) | 56 (5,4%)   |
| Укупно            | 0        | 1.039       |